# IPhoto
iPhoto è stata una applicazione per la fotografia digitale sviluppata da Apple Inc. preinstallata su ogni Mac dal 2002 al 2015, quando è stata sostituita da Foto. Originariamente, iPhoto era venduto con iLife, una suite di software Apple per la gestione e manipolazione dei media digitali. iPhoto era in grado di importare, organizzare, modificare, stampare e condividere le foto digitali.
Le immagini vengono organizzate per album in modo tale da permettere una semplice ricerca da parte dell'utente. Il programma è in grado di eseguire delle semplici operazioni di elaborazione dell'immagine, come la correzione dei colori o l'eliminazione degli occhi rossi. Il programma è in grado di creare delle presentazioni che possono essere anche memorizzate su DVD tramite il programma iDVD.

## Storia
Il 7 gennaio 2002, il CEO di allora, Steve Jobs, nel corso del MacWorld di San Francisco presenta iPhoto annunciando che sarà preinstallato su tutti i nuovi Mac.
Il 7 marzo 2012, il CEO di Apple, Tim Cook ha annunciato una versione di iOS.
Il 27 giugno 2014, Apple ha annunciato che avrebbe interrotto lo sviluppo di iPhoto e di lavorare ad nuova applicazione chiamata Foto (Photos). Il 5 febbraio 2015, Apple ha incluso l'anteprima di Foto nella versione beta di Mac OS 10.10.3 Yosemite.
L'8 aprile 2015, Apple ha rilasciato OS X Yosemite 10.10.3, che include la nuova applicazione Foto. iPhoto e Aperture sono stati sospesi e rimossi dal Mac App Store.

## Funzionalità
iPhoto include i seguenti servizi:
- Stampa professionale delle fotografie tramite i centri della Kodak;
- Creazione di libri con la raccolta delle fotografie;
- Pubblicazione delle fotografie su internet tramite il servizio .Mac;

I servizi sono disponibili degli Stati Uniti, in Giappone e in Europa.

## Versioni
iPhoto 4.0 ha le seguenti caratteristiche:
- Supporta più di 25.000 fotografie.
- Supporta la condivisione delle immagini tramite Apple Bonjour, ogni Macintosh collegato alla rete locale dell'utente può accedere alla fotografie condivise senza dover configurare nulla dato che la tecnologia Rendezvous si occupa della configurazione automatica della rete.
- Organizzazione delle immagini tramite una classifica, da zero fino a cinque stelle.
- Album dinamici (tramite Smart folder), creati in base a alcuni criteri, questi album vengono aggiornati dinamicamente. Per esempio tutte le immagini con cinque stelle, le 100 immagini più viste, ecc.
- Supporta direttamente la maggior parte della macchine fotografiche digitali senza bisogno di driver aggiuntivi.
- Basilari capacità di fotoritocco.
- Creazione di presentazioni con musica. la musica viene prelevata dalla libreria di iTunes. Tra le transazioni disponibili vi è la "rotazione del cubo", la stessa utilizzata dal Cambio utente rapido.
- Salvaschermo per gli altri utenti .Mac. Il programma consente di realizzare dei salvaschermi composti dalle fotografie, questi salvaschermi possono essere pubblicati su .Mac per renderli accessibili agli altri utenti Macintosh.
- Archiviazione di foto su CD o DVD.

Il 20 ottobre 2010, all'evento Apple Back to the Mac, è stato presentato il pacchetto iLife '11, contenente al suo interno, oltre agli altri applicativi della suite, iPhoto '11 (iPhoto 9). La versione 9 dell'applicativo contiene molte differenze dalla versione di iPhoto '09 (iPhoto 8), come ad esempio:
- Cambiamento di molti elementi dell'interfaccia, che prendono lo stile da elementi dell'interfaccia di iOS.
- Grafica migliorata per la visualizzazione di Albums, Biglietti, Calendari... Si ha l'impressione di visionare i ricordi digitali su una libreria, un po' come accade con i libri digitali in iBooks.
- Nuovi temi per le presentazioni, fra cui Giostrina, Globo ecc.
- Invio di foto per mail all'interno dell'applicazione stessa, sfruttando anche temi (simili a quelli che è possibile usare in Mail, il client di posta elettronica realizzato da Apple e contenuto in macOS).

iPhoto è installato in ogni nuovo Macintosh o può essere comprato come parte del pacchetto iLife. Inoltre, può essere acquistato singolarmente, senza bisogno di acquistarla assieme agli altri applicativi della suite, all'interno del Mac App Store, il negozio di applicazioni per Mac OS X disponibile al pubblico dal 6 gennaio 2011 con l'aggiornamento alla versione 10.6.6 di OS X Snow Leopard.